# Westliches Thüringer Schiefergebirge
Westliches Thüringer Schiefergebirge este o arie protejată (arie de protecție specială avifaunistică — SPA) din Germania întinsă pe o suprafață de 11.914 ha, integral pe uscat.

## Localizare
Centrul sitului Westliches Thüringer Schiefergebirge este situat la coordonatele 50°29′49″N 11°05′21″E / 50.4969°N 11.0892°E.

## Înființare
Situl Westliches Thüringer Schiefergebirge a fost declarat arie de protecție specială avifaunistică în mai 2007 pentru a proteja 23 de specii de animale.

## Biodiversitate
Situată în ecoregiunea continentală, aria protejată nu include niciun habitat protejat.
La baza desemnării sitului se află mai multe specii protejate de  păsări (23): minunița (Aegolius funereus), pescăruș albastru (Alcedo atthis), fâsă de luncă (Anthus pratensis), buha (Bubo bubo), caprimulg (Caprimulgus europaeus), Charadrius dubius curonicus, barză neagră (Ciconia nigra), mierla de apă (Cinclus cinclus), ciocănitoare neagră (Dryocopus martius), Falco peregrinus peregrinus, muscar negru (Ficedula hypoleuca), muscar (Ficedula parva), becațină comună (Gallinago gallinago), ciuvică (Glaucidium passerinum), sfrâncioc roșiatic (Lanius collurio), ciocârlie de pădure (Lullula arborea), ciocănitoare verzuie (Picus canus), mărăcinar (Saxicola rubetra), sitar de pădure (Scolopax rusticola), cocoșul de mesteacăn (Tetrao tetrix tetrix),  cocoș de munte (Tetrao urogallus), mierlă gulerată (Turdus torquatus), nagâț (Vanellus vanellus).